# Setaria montana
Setaria montana är en gräsart som beskrevs av John Raymond Reeder. Setaria montana ingår i släktet kolvhirser, och familjen gräs. Inga underarter finns listade i Catalogue of Life.